# ロナルド・グーズマン
- ロナルド・グスマン

ロナルド・エマヌエル・グーズマン・セペダ（Ronald Enmanuel Guzmán Cepeda, 1994年10月20日 - ）は、ドミニカ共和国ラ・ベガ州コンセプシオン・デ・ラ・ベガ出身のプロ野球選手（一塁手）。左投左打。MLBのサンフランシスコ・ジャイアンツ傘下所属。

## 経歴

### プロ入りとレンジャーズ時代
2011年7月にノマー・マザラと共にアマチュア・フリーエージェントでテキサス・レンジャーズと契約してプロ入り。
2012年に傘下のルーキー級アリゾナリーグ・レンジャーズでプロデビュー。52試合に出場して打率.321、1本塁打、33打点、7盗塁を記録した。
2013年はA級ヒッコリー・クロウダッズでプレーし、49試合に出場して打率.272、4本塁打、26打点を記録した。
2014年もA級ヒッコリーでプレーし、118試合に出場して打率.218、6本塁打、63打点、6盗塁を記録した。
2015年はA級ヒッコリーとA+級ハイデザート・マーベリックスでプレーし、2球団合計で131試合に出場して打率.283、12本塁打、87打点、5盗塁を記録した。オフにはアリゾナ・フォールリーグに参加し、サプライズ・サグアロスに所属した。
2016年はAA級フリスコ・ラフライダーズとAAA級ラウンドロック・エクスプレスでプレーし、2球団合計で127試合に出場して打率.274、16本塁打、67打点、2盗塁を記録した。また、7月にはオールスター・フューチャーズゲームに選出された。オフの11月18日に40人枠入りした。
2017年はAAA級ラウンドロックでプレーし、125試合に出場して打率.298、12本塁打、62打点、4盗塁を記録した。
2018年の開幕はAAA級ラウンドロックで迎えたが、4月13日にメジャー初昇格を果たした。メジャーデビューとなった同日のヒューストン・アストロズ戦では「6番・一塁手」で先発起用され、3打数1安打だった。8月10日のニューヨーク・ヤンキース戦では観戦に来た父の前で1試合3本塁打を放った。最終的に123試合に出場して打率.235、16本塁打、58打点を記録した。
2019年はメジャーで87試合に出場して打率.219、10本塁打、36打点を記録した。マイナーではAA級フリスコとAAA級ナッシュビル・サウンズ との2球団合計で34試合に出場して打率.296、6本塁打、18打点を記録した。
2021年のオフにはドミニカ共和国のウィンターリーグに参加し、ヒガンテス・デル・シバオに所属した。11月5日に40人枠を外れてマイナー契約となり、7日にFAとなった。

### ヤンキース時代
2022年3月13日にニューヨーク・ヤンキースとマイナー契約を結び、スプリングトレーニングに招待選手として参加することになった。開幕から9月上旬までは傘下のAAA級スクラントン・ウィルクスバリ・レイルライダースでプレーの後、9月6日にメジャー契約を結んでアクティブ・ロースター入りした。だが、3試合に出場して6打数無安打（5三振と1併殺打）と振るわずに9月10日にDFAとなり、12日にマイナー契約でAAA級スクラントン・ウィルクスバリへ配属された。

## プレースタイル
- 広角に安打を打ち分ける巧打が持ち味で、一塁手としてのパワー不足は選球眼で補う。ただ、左投手には滅法弱く、対右投手のプラトーン要員が現実的との見方もある[11][12]。
- 股割りができることにより、一塁手としての刺殺を稼ぐことができる[13]。

## 詳細情報

### 年度別打撃成績
| 年 度    | 球 団    | 試 合 | 打 席 | 打 数 | 得 点 | 安 打 | 二 塁 打 | 三 塁 打 | 本 塁 打 | 塁 打 | 打 点 | 盗 塁 | 盗 塁 死 | 犠 打 | 犠 飛 | 四 球 | 敬 遠 | 死 球 | 三 振 | 併 殺 打 | 打 率 | 出 塁 率 | 長 打 率 | O P S |
| -------- | -------- | ----- | ----- | ----- | ----- | ----- | -------- | -------- | -------- | ----- | ----- | ----- | -------- | ----- | ----- | ----- | ----- | ----- | ----- | -------- | ----- | -------- | -------- | ----- |
| 2018     | TEX      | 123   | 428   | 387   | 46    | 91    | 18       | 2        | 16       | 161   | 58    | 1     | 0        | 0     | 1     | 33    | 2     | 7     | 121   | 8        | .235  | .306     | .416     | .722  |
| 2019     | TEX      | 87    | 295   | 256   | 34    | 56    | 20       | 0        | 10       | 106   | 36    | 1     | 2        | 0     | 4     | 32    | 1     | 3     | 87    | 7        | .219  | .308     | .414     | .723  |
| 2020     | TEX      | 26    | 86    | 78    | 10    | 19    | 1        | 1        | 4        | 34    | 9     | 1     | 0        | 0     | 0     | 7     | 0     | 1     | 24    | 0        | .244  | .314     | .436     | .750  |
| 2021     | TEX      | 7     | 17    | 16    | 1     | 1     | 0        | 0        | 1        | 4     | 1     | 0     | 0        | 0     | 0     | 1     | 0     | 0     | 6     | 0        | .063  | .118     | .250     | .368  |
| 2022     | NYY      | 3     | 6     | 6     | 0     | 0     | 0        | 0        | 0        | 0     | 0     | 0     | 0        | 0     | 0     | 0     | 0     | 0     | 5     | 1        | .000  | .000     | .000     | .000  |
| MLB：5年 | MLB：5年 | 246   | 832   | 143   | 91    | 167   | 39       | 3        | 31       | 305   | 104   | 3     | 2        | 0     | 5     | 73    | 3     | 11    | 243   | 16       | .225  | .302     | .410     | .712  |

- 2022年度シーズン終了時

### 年度別守備成績
内野守備
| 年 度 | 球 団 | 一塁（1B） | 一塁（1B） | 一塁（1B） | 一塁（1B） | 一塁（1B） | 一塁（1B） |
| 年 度 | 球 団 | 試 合      | 刺 殺      | 補 殺      | 失 策      | 併 殺      | 守 備 率   |
| ----- | ----- | ---------- | ---------- | ---------- | ---------- | ---------- | ---------- |
| 2018  | TEX   | 117        | 909        | 54         | 6          | 102        | .994       |
| 2019  | TEX   | 81         | 544        | 33         | 5          | 61         | .991       |
| 2020  | TEX   | 24         | 169        | 14         | 1          | 14         | .995       |
| 2021  | TEX   | 4          | 21         | 3          | 0          | 1          | 1.000      |
| 2022  | NYY   | 3          | 16         | 1          | 0          | 1          | 1.000      |
| MLB   | MLB   | 229        | 1776       | 105        | 12         | 179        | .993       |

外野守備
| 年 度 | 球 団 | 左翼（LF） | 左翼（LF） | 左翼（LF） | 左翼（LF） | 左翼（LF） | 左翼（LF） |
| 年 度 | 球 団 | 試 合      | 刺 殺      | 補 殺      | 失 策      | 併 殺      | 守 備 率   |
| ----- | ----- | ---------- | ---------- | ---------- | ---------- | ---------- | ---------- |
| 2021  | TEX   | 2          | 0          | 0          | 0          | 0          | ----       |
| MLB   | MLB   | 2          | 0          | 0          | 0          | 0          | ----       |

- 2022年度シーズン終了時

### 記録
MiLB
- オールスター・フューチャーズゲーム選出：1回（2016年）

### 背番号
- 67（2018年）
- 11（2019年 - 2021年）
- 29（2022年）